# Serie Radeon HD 2000
La unidad de procesamiento de gráficos (GPU) con nombre en código Radeon R600 es la base de la serie Radeon HD 2000 y las tarjetas de video de la serie FireGL 2007 desarrolladas por ATI Technologies. Las tarjetas HD 2000 compitieron con la serie GeForce 8 de Nvidia.

## Arquitectura
Este artículo trata sobre todos los productos de la marca "Radeon HD 2000". Todos contienen una GPU que implementa TeraScale 1, la primera microarquitectura de modelo de sombreado unificado de ATI para PC.

### Aceleración de vídeo
El núcleo SIP del decodificador de video unificado (UVD) está integrado en el HD 2400 y el HD 2600. La GPU HD 2900 no tiene un núcleo UVD, ya que sus procesadores de flujo eran lo suficientemente potentes como para manejar la mayoría de los pasos de aceleración de video en su lugar, excepto la decodificación de entropía y el procesamiento de flujo de bits que se dejan para que los realice la CPU.

### Otras características
El soporte de codificación HDTV se implementa a través del codificador integrado AMD Xilleon; el chip complementario Rage Theatre utilizado en la serie Radeon X1000 fue reemplazado por el chip digital Theatre 200, que brinda capacidades VIVO.
Para las salidas de pantalla, todas las variantes incluyen dos transmisores TMDS de enlace dual, excepto HD 2400 y HD 3400, que incluyen un transmisor TMDS de enlace simple y otro de enlace doble. Cada salida DVI incluye codificador HDCP de doble enlace con clave de descifrado en chip. Se introdujo HDMI, compatible con resoluciones de pantalla de hasta 1920 × 1080, con controlador de audio HD integrado con soporte de codificación LPCM y AC3 de 5.1 canales. El audio se transmite a través del puerto DVI, con un dongle DVI a HDMI especialmente diseñado para salida HDMI que transporta audio y video.
Todas las variantes admiten la tecnología CrossFireX. Se mejoró la eficiencia de CrossFire y muestra un rendimiento que se acerca al máximo teórico del doble del rendimiento de una sola tarjeta.

## Productos de escritorio
La familia R600 se llama la serie Radeon HD 2000, y el segmento de entusiastas es la serie Radeon HD 2900, que originalmente comprendía la Radeon HD 2900 XT con memoria GDDR3 lanzada el 14 de mayo y la versión GDDR4 de mayor frecuencia a principios de julio.
Los productos del segmento principal y económico fueron las series Radeon HD 2600 y Radeon HD 2400 respectivamente, ambas lanzadas el 28 de junio de 2007.
Anteriormente, no se ofrecían productos de la serie HD 2000 en el segmento de rendimiento, mientras que ATI usaba modelos de la generación anterior para abordar ese mercado objetivo; esta situación no cambió hasta el lanzamiento de variantes de la serie Radeon HD 2900, Radeon HD 2900 Pro y GT, que llenaron el vacío del mercado de desempeño por un corto período de tiempo.

### Radeon HD 2400

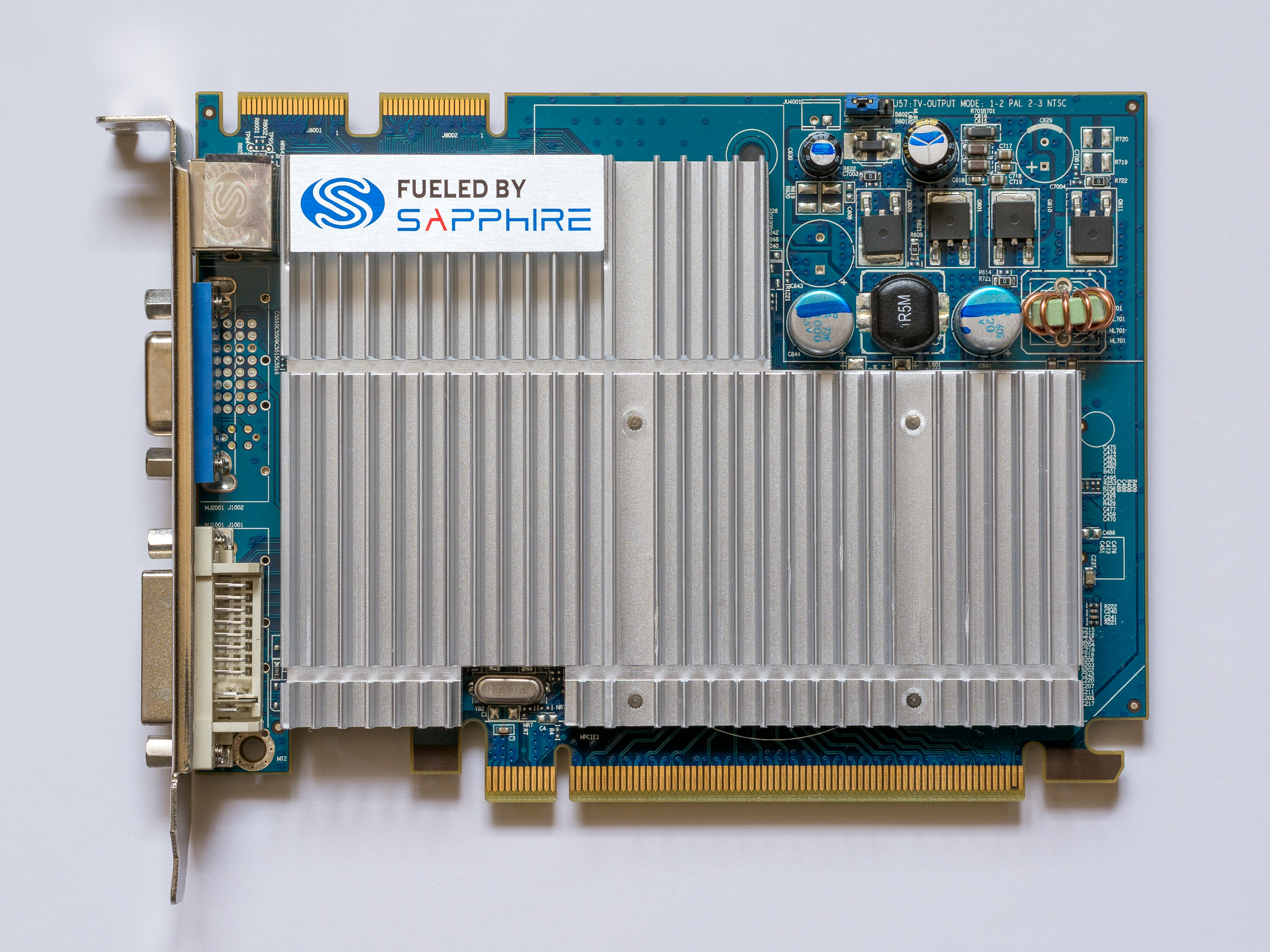
ATI Radeon HD 2400 XT

La serie Radeon HD 2400 se basó en la GPU RV610 con nombre en código. Tenía 180 millones de transistores en un proceso de fabricación de 65 nm. La serie Radeon HD 2400 usaba un bus de memoria de 64 bits de ancho. El tamaño del chip es de 85 mm2. El diseño oficial de PCB implementa solo un disipador térmico de enfriamiento pasivo en lugar de un ventilador, y las afirmaciones oficiales de consumo de energía son tan bajas como 35 W. El núcleo tiene una memoria caché unificada de vértices/texturas de 16 kiB, lejos de la memoria caché de vértices dedicada y la memoria caché de texturas L1/L2 que se utilizan en el modelo de gama alta.
Los informes indican que el primer lote del núcleo RV610 (revisión de silicio A12), que solo se lanzó a los constructores de sistemas, tiene un error que impedía que el UVD funcionara correctamente, pero otras partes del troquel funcionaban normalmente. Esos productos recibieron soporte oficial con el lanzamiento del controlador Catalyst 7.10, cuyas tarjetas se denominaron serie Radeon HD 2350.
Varios informes de propietarios de HD 2400 Pro sugieren que la tarjeta no es totalmente compatible con la decodificación de hardware para todos los videos H.264/VC-1. El controlador del dispositivo, incluso con la última versión estable, parece que solo acepta la decodificación de hardware para los formatos especificados en la especificación Blu-ray y HD-DVD. Como resultado de dicha restricción, la tarjeta no se considera muy útil para la decodificación de video por hardware, ya que la mayoría de los videos H.264/VC-1 en la red no están codificados en esos formatos (aunque el hardware en sí es totalmente capaz de haciendo tal trabajo de decodificación). Esta restricción de controlador de dispositivo ha llevado al desarrollo de un parche de controlador de terceros, "ExDeus ATI HD Registry Tweak", para desbloquear el potencial de HD 2400 Pro para soporte completo de decodificación de video de hardware H.264/VC-1.

### Radeon HD 2600
La serie Radeon HD 2600 se basó en la GPU RV630 con nombre en código y empaquetó 390 millones de transistores en un proceso de fabricación 65 nm. Las tarjetas de video de la serie Radeon HD 2600 incluían compatibilidad con GDDR3, un bus de anillo de memoria de 128 bits y PWM digital de 4 fases, con un tamaño del chip de 153 mm2. Ninguno de los diseños PCI-E de referencia GDDR3 requería conectores de alimentación adicionales, mientras que las variantes HD 2600 Pro y XT AGP requerían alimentación adicional a través de conectores de alimentación de 4 o 6 pines, Las afirmaciones oficiales afirman que la serie Radeon HD 2600 consume tan poco como 45 W de potencia.

#### Radeon HD 2600 X2
La Radeon HD 2600 X2 es un producto de doble GPU que incluye 2 troqueles RV630 en una sola PCB con un puente PCI-E que divide el ancho de banda PCI-E ×16 en dos grupos de carriles PCI-E ×8 (cada uno 2.0 Gbit/s). La tarjeta proporciona 4 salidas DVI o salidas HDMI a través de un dongle y admite configuraciones CrossFire. AMD llama a este producto Radeon HD 2600 X2 como lo ven algunos proveedores y como se observa dentro del archivo INF de Catalyst 7.9 versión 8.411. Sapphire y otros proveedores, incluidos PowerColor y GeCube, han anunciado o demostrado sus respectivos productos de doble GPU (conectados por fuego cruzado). Catalyst 7.9 agregó soporte para este hardware en septiembre de 2007. Sin embargo, AMD no proporcionó mucha publicidad para promocionarlo. Un vendedor puede ofrecer tarjetas que contienen 256 MB, 512 MiB, o 1 GiB de memoria de vídeo. Aunque la tecnología de memoria utilizada queda a discreción del proveedor, la mayoría de los proveedores han optado por GDDR3 y DDR2 debido al menor costo de fabricación y al posicionamiento de este producto para el segmento de mercado principal en lugar del de rendimiento y también un gran éxito.

### Radeon HD 2900
La serie Radeon HD 2900 se basó en la GPU R600 con nombre en código y se lanzó el 14 de mayo de 2007. R600 empaquetó 700 millones de transistores en un proceso de fabricación de 80 nm y tenía un tamaño de matriz de 420 mm2. La Radeon HD 2900 XT se lanzó con 320 Stream Processors y un reloj central de 743 MHz. El modelo inicial se lanzó con 512 MB de GDDR3 registrados en 828 MHz(1.656 MHz efectivos) con una interfaz de 512 bits. Un par de meses después del lanzamiento, ATI lanzó el modelo GDDR4 de 1 GB con una frecuencia de memoria de 1000 MHz(2.000 MHz efectivos). El rendimiento estuvo a la par en comparación con la tarjeta de 512 MB. La HD 2900 XT introdujo muchas novedades. Fue la primera en implementar un PWM digital a bordo (PWM de 7 fases), la primera en usar un conector PEG de 8 pines y fue la primera tarjeta gráfica de ATI compatible con DirectX 10.
La Radeon HD 2900 Pro tenía una frecuencia inferior a 600 MHz de núcleo y 800 MHz de memoria (1600 MHz efectivos), configurada con 512 MB de GDDR3 o 1 GB de GDDR4. Se rumoreaba que algunos de los modelos GDDR4 de 1 GB se fabricaron con un enfriador de 12" prestado del prototipo HD 2900 XTX. La HD 2900 Pro tenía opciones de interfaz de 256 y 512 bits para las versiones de 512 MB de la tarjeta. Algunos socios de AIB ofrecieron un enfriador negro y plateado exclusivo para el modelo de 256 bits del Pro.
La Radeon HD 2900 GT era una variante de 240 Stream Processor con el mismo reloj que la HD 2900 Pro, pero con 256 MB de memoria de video en una interfaz de 256 bits.

## Productos móviles
Toda la serie Mobility Radeon HD 2000 comparte el mismo conjunto de funciones que sus contrapartes de escritorio, así como la adición de las funciones PowerPlay 7.0 que ahorran batería, que se amplían con respecto a PowerPlay 6.0 de la generación anterior.
La Mobility Radeon HD 2300 es un producto económico que incluye UVD en sílice pero carece de una arquitectura de sombreado unificada y compatibilidad con DirectX 10.0/SM 4.0, lo que limita la compatibilidad con DirectX 9.0c/SM 3.0 utilizando la arquitectura más tradicional de la generación anterior. A mediados de diciembre de 2007 se lanzó una variante de gama alta, la Mobility Radeon HD 2700, con frecuencias de núcleo y memoria más altas que la Mobility Radeon HD 2600.
La Mobility Radeon HD 2400 se ofrece en dos variantes de modelo; la HD 2400 estándar y la HD 2400 XT.
La Mobility Radeon HD 2600 también está disponible en los mismos dos sabores; la simple HD 2600 y, en la parte superior de la línea de movilidad, la HD 2600 XT.
El tratamiento de actualización de media generación también se había aplicado a los productos móviles. Antes de CES 2008 se anunció la serie Mobility Radeon HD 3000. Lanzada en el primer trimestre de 2008, la serie Mobility Radeon HD 3000 constaba de dos familias, la serie Mobility Radeon HD 3400 y la serie Mobility Radeon HD 3600. La serie Mobility Radeon HD 3600 también presentó la primera implementación de la industria de memoria GDDR4 integrada de 128 bits.
Desde fines de marzo hasta principios de abril de 2008, AMD renovó la lista de ID de dispositivos en su sitio web con la inclusión de Mobility Radeon HD 3850 X2 y Mobility Radeon HD 3870 X2 y sus respectivas ID de dispositivos. Más tarde, en la IDF de primavera de 2008 celebrada en Shanghái, se demostró una placa de desarrollo de la Mobility Radeon HD 3870 X2 junto con un sistema de demostración de la plataforma Centrino 2. La Mobility Radeon HD 3870 X2 se basó en dos GPU M88 con la adición de un chip conmutador PCI Express en una sola PCB. La placa de desarrollo utilizada para la demostración fue una tarjeta PCI Express 2.0 ×16, mientras que se espera que el producto final esté en módulos AXIOM/MXM.

## Controladores de dispositivos gráficos

### Controlador de dispositivo de gráficos propietario de AMD "Catalyst"
AMD Catalyst está siendo desarrollado para Microsoft Windows y Linux. A partir de julio de 2014, no se admiten oficialmente otros sistemas operativos. Esto puede ser diferente para la marca AMD FirePro, que se basa en hardware idéntico pero cuenta con controladores de dispositivos gráficos con certificación OpenGL.
Por supuesto, AMD Catalyst es compatible con todas las funciones anunciadas para la marca Radeon.

#### Microsoft Windows
El problema de la herramienta Purple Pill, que podría permitir la carga de controladores no firmados en Windows Vista y alterar el kernel del sistema operativo, se resolvió en la versión Catalyst 7.8 (versión 8.401). El convertidor de video AVIVO para Windows Vista y el control de temperatura de color en Catalyst Control Center se agregaron con el lanzamiento de Catalyst 7.9, versión del paquete 8.411. El software CrossFire se habilitó para las tarjetas de video de las series HD 2600 y HD 2400 con el lanzamiento de Catalyst 7.10 (versión del paquete 8.421)
El Catalyst 8.1, versión del paquete 8.451, es compatible con la tecnología MultiView para la representación acelerada de OpenGL en la configuración de varias tarjetas de video (CrossFire). El controlador también permite configuraciones CrossFire para tarjetas de video Radeon HD 3850 y HD 3870.
AMD describe el Catalyst 8.3 como un lanzamiento histórico, compatible con DirectX 10.1, la tecnología ATI CrossFire X y que permite la combinación de diferentes tarjetas de video de la serie Radeon HD 3800 para formar una configuración CrossFire X con 2 a 4 GPU. Catalyst 8.3 introdujo nuevos controles de video para mejorar aún más la calidad de reproducción de video, estos controles incluyen configuraciones de mejora de bordes y reducción de ruido. También existe el soporte para escritorio extendido en modo CrossFire X. La compatibilidad con anti-aliasing para Unreal Engine 3.0 en los juegos DirectX 9.0, la compatibilidad con los filtros CFAA (tienda ancha y tienda de caja) para habilitarse cuando Super AA está habilitado, y otras características como compatibilidad para desarrolladores con teselado de superficie de hardware, relación de aspecto amplia acelerada por hardware El escalado de LCD, la compatibilidad con HydraVision para Windows Vista que permite agregar un máximo de 9 escritorios virtuales y el nuevo cliente Folding@home también son oficialmente compatibles con esta versión.
El Catalyst 8.5, versión del paquete 8.493, trajo nuevas características que incluyen video componente con resoluciones 480i y 480p, compatibilidad con salida de TV SECAM, modo personalizado HDTV de 1080p a través de HDMI, 1080p24 (resolución de 1080p a 24 Hz), audio HDMI para modos de TV no estándar (CEA 861b), soporte para suavizado adaptativo (y más tarde, en Catalyst 8.6, también soporte para filtros personalizados) bajo OpenGL, soporte para Windows XP SP3 y no instalar mejoras de utilidades. El controlador también incluye mejoras de rendimiento y corrige algunos problemas de inestabilidad y problemas de renderizado en algunos juegos.
La serie Radeon HD 2000 se ha transferido al soporte heredado, donde los controladores se actualizarán solo para corregir errores en lugar de optimizarse para nuevas aplicaciones.
Los controladores Catalyst actuales no son compatibles con las versiones AGP de las tarjetas de la serie Radeon HD 2000/3000 con puente RIALTO. La instalación de controladores Catalyst en esas tarjetas generará el siguiente mensaje de error: "La configuración no encontró un controlador compatible con su hardware o sistema operativo actual" o simplemente fracasar rotundamente. Las tarjetas AGP en cuestión cuentan con soporte extraoficial de ATI/AMD con un conjunto de controladores Catalyst corregido todos los meses desde mayo de 2008 con la revisión Catalyst 8.5. Sus ID de proveedor de PCI se enumeran a continuación:
| Núcleo de GPU | Producto           | ID de dispositivo PCI |
| ------------- | ------------------ | --------------------- |
| RV610         | Radeon HD 2400 Pro | 94C4                  |
| RV630         | Radeon HD 2600 Pro | 9587                  |
| RV630         | Radeon HD 2600XT   | 9586                  |

### Controlador de dispositivo de gráficos gratuito y de código abierto "Radeon"
Los controladores gratuitos y de código abierto se desarrollan principalmente en Linux y para Linux, pero también se han adaptado a otros sistemas operativos. Cada controlador se compone de cinco partes:
1. Componente del kernel de Linux Direct Rendering Manager (DRM)
2. Controlador KMS del componente del kernel de Linux: básicamente el controlador de dispositivo para el controlador de pantalla
3. Componente de espacio de usuario libDRM
4. Componente de espacio de usuario en Mesa 3D;
5. Un controlador de dispositivo de gráficos 2D especial y distinto para X.Org Server, que si finalmente está a punto de ser reemplazado por Glamour

El controlador de gráficos "Radeon" gratuito y de código abierto es compatible con la mayoría de las funciones implementadas en la línea de GPU Radeon.

#### Liberación de documentación
Los controladores de dispositivos gráficos "Radeon" gratuitos y de código abierto no tienen ingeniería inversa, sino que se basan en la documentación publicada por AMD.
La documentación de registro inicial y el código del analizador para ejecutar las rutinas ROM de AtomBIOS se publicaron en septiembre de 2007. La guía de arquitectura del conjunto de instrucciones de la familia R600 se publicó el 11 de junio de 2008. El código de muestra y los encabezados de registro para los motores 3D R600 y R700 se lanzaron en diciembre de 2008. AMD publicó las especificaciones para las familias r6xx y r7xx el 26 de enero de 2009.